# مسكان (لغة)
لغة مسكان هي لغة أفرو آسيوية يتحدث بها شعب منطقة جراجي في إثيوبيا . وتنتمي إلى الفرع السامي الإثيوبي للعائلة.